# (5426) Sharp
(5426) Sharp es un asteroide que forma parte del cinturón interior de asteroides, descubierto el 16 de febrero de 1985 por Carolyn Shoemaker desde el Observatorio del Monte Palomar, Estados Unidos.

## Designación y nombre
Designado provisionalmente como 1985 DD. Fue nombrado Sharp en honor a Robert P. Sharp, profesor emérito de geología en el Instituto de Tecnología de California. Destacado geomorfólogo estadounidense, mayormente conocido por su trabajo en los glaciares y el movimiento de la arena del desierto. Jugó un papel destacado en la interpretación de las características de la superficie de Marte a partir de imágenes devueltas por las primeras misiones de naves espaciales. Como presidente durante 15 años, construyó la División de Ciencias Geológicas de Caltech en uno de los mejores grupos de investigación de este tipo.

## Características orbitales
Sharp está situado a una distancia media del Sol de 1,955 ua, pudiendo alejarse hasta 2,183 ua y acercarse hasta 1,727 ua. Su excentricidad es 0,116 y la inclinación orbital 23,79 grados. Emplea 998,560 días en completar una órbita alrededor del Sol.

## Características físicas
La magnitud absoluta de Sharp es 14. Tiene 2,033 km de diámetro y su albedo se estima en 1,00. 